# One Half of a Cute Couple EP
One Half of a Cute Couple EP är en EP av bandet Vanessa. Bandet släppte den exklusivt via deras officiella Myspace-sida under 2008.

## Låtlista
1. In my head
2. Demanding It All
3. Golden necklace case

## Medverkande
- Marcus Nordin - sång, gitarr,
- Joakim Näslund - gitarr
- Andreas Wiberg - trummor

### Fotnoter
1. ↑  ”One Half of a Cute Couple EP” (på engelska). Vanessa. 16 mars 2008. https://myspace.com/vanessamusic/music/album/one-half-of-a-cute-couple-7849635. Läst 22 januari 2017.